# デキストリン
デキストリン (dextrin、糊精) は、デンプンまたはグリコーゲンの加水分解で得られる低分子量の炭水化物の総称である。α-グルコースがα-(1→4) または α-(1→6)グリコシド結合によって重合した分子構造である。多糖類に分類され、デンプンとマルトースの中間にあたる。

## 種類
デキストリンは、DE(デキストロース当量値,en:dextrose equivalent)と呼ばれる、デンプンの糖化率を示す尺度により分類されている。
DE（デキストロース当量値）は、ブドウ糖の還元力を100とした場合の相対的な尺度で、0に近いほどデンプンに近い特性、100に近いほどブドウ糖に似た特性を表している。経験的に、120/DE はデンプン分解物の重合度（DP）を表し、平均分子量の指標とみなせる。
デキストリンは、（デキストロース当量値）によって、以下のように分類されている。
- 粉あめ（DE 20～40程度、重合度3～6）
- マルトデキストリン（DE 10～20程度、重合度6～10）
- デキストリン（DE 10 以下、重合度12以上）

特にDEが低いものは、溶解性の低さ、冷蔵や冷凍融解時の老化による白濁や沈殿、あるいは粉臭などの問題点がある。
デキストリンを短時間低温加熱したものを可溶性デンプンという。また、環状構造を持つデキストリンを環状デキストリンという。

## 性質
構造中に多数のヒドロキシ基を持つため水溶性である。ただし、分子量の増加とともに水への溶解性は低下していく（難溶性デキストリン）。ヨウ素デンプン反応では、赤色・小豆色に呈色する。生体内では、アミラーゼによってマルトースに分解され、最終的にグルコースとなるが、一部、アミラーゼによって分解しにくい成分があり、これを精製して得られる難消化性デキストリンは、整腸作用と食後血糖上昇抑制作用があることが報告されている。

## 利用
デキストリンの種類によって用途は異なるが，粉状化粧品の固形化や、エキスの顆粒化、粘度の調整、皮膚への吸着剤、花火の結合剤として用いられている。食品にも用いられ、飲料の粘度の調整や、便秘解消を目的とした健康食品にも利用されている。